# ワザあり!にっぽん
『ワザあり!にっぽん』は、日本テレビ系列局ほかで放送されていた中京テレビ製作のヒューマンドキュメンタリー番組である。全140回。日本テレビ系列局では1993年4月4日から1996年3月31日まで、毎週日曜 10:30 - 11:00 （日本標準時）に放送。

## 概要
日本各地に住むさまざまな分野の職人たちの下を訪れ、彼らが日々作業場で振るっているその職能、いわゆる職人芸を紹介していた番組である。彼ら「名人」たちの超人的な技術や過酷な力仕事などを紹介しつつも、あくまでも彼らを等身大の人間として描いていたのが特徴。
当初はナレーターの森本レオが本編VTRの内容を説明するというスタイルだったが、途中からパーソナリティが番組冒頭に顔出し出演してその日の内容を大まかに紹介した後、本編VTRのナレーションも担当するというスタイルに変わった。パーソナリティは小椋佳、前田吟、高見知佳の3人が持ち回りで担当していた。主題歌は小椋の歌「あなたのような人がいるから」。
この番組はクロスネット局のテレビ大分とテレビ宮崎を含む日本テレビ系列局のほか、系列外の琉球放送でも放送されていた。また、放送番組センターの配給により、1990年代終盤には独立UHF局でも放送され、2001年にはテレビせとうちでも放送されていた。2003年にはヒストリーチャンネルの放送コンテンツにも選ばれた。神奈川県横浜市にある放送ライブラリーには、この番組の記録映像が7本保存されている。
なお、この番組に出演した名人たちの何人かは、2006年にスタートした中京テレビ製作のバラエティ番組『いただきマッスル!』にも「依頼人」として登場した。10数年の時を経て、その変わらぬ技術を吉本芸人たちを相手に存分に発揮していた。

## スポンサー
放送開始から2年間は三菱重工業の一社提供で放送されていたが、同社は1995年3月最終週をもってスポンサーを降り、同年4月からは再春館製薬（現・再春館製薬所）その他の複数社提供となった。また、三菱重工の関連会社であるリョーインが技術協力をしていた。こちらは最終回まで担当。

## スタッフ
- ナレーター：森本レオ
- 構成：川島常稔、石渡邦夫、青戸隆明、緒方明生
- 技術協力：リョーイン
- チーフディレクター：日比栄樹
- プロデューサー：逆瀬川治彦、本間岳史、小田昭太郎、日野成道
- 演出：遠藤雅充
- 制作著作：中京テレビ

## 関連メディア

### VHSビデオ
- ワザあり!にっぽん 紀州備長炭 現代に生きる名人たち 1000℃との闘い（1993年発売、発売元：マクザム、ナレーター：森本レオ）
- ワザあり!にっぽん 仏像修復人 現代に生きる名人たち 金色に輝け!蘇る如来像（1993年発売、発売元：マクザム、ナレーター：森本レオ）
- ワザあり!にっぽん フライフィッシング 現代に生きる名人たち 奥日光の清流に伝説の鱒を追う! （1993年発売、発売元：マクザム、ナレーター：森本レオ）
- ワザあり!にっぽん 1.5m巨大おろし包丁 現代に生きる名人たち 200キロのマグロをさばく! （1994年発売、発売元：マクザム、ナレーター：森本レオ）
- ワザあり!にっぽん 水引細工 現代に生きる名人たち 祝いを結ぶ（1994年発売、発売元：マクザム、ナレーター：森本レオ）

### DVD
- 世界のエアライナー ワザあり!にっぽん 空飛ぶ離島のパイロット YS11 （2009年11月11日発売、発売元：トライスター、出演者：前田吟）